# Rydö Bruks AB
Rydö Bruks AB var ett massa- och pappersbruk i Rydöbruk som var i drift från 1866 till 1941.
Det första pappersbruket i Rydöbruk var ett handpappersbruk som anlades 1827 i det som då kallades Veka.
Bruket såldes 1885 till August Halling, som var ägare till ett träsliperi i Håfreström och ville utvidga verksamheten med ytterligare ett sliperi. Den nya fabriken, som byggdes en kilometer uppströms handpappersbruket, togs i drift i slutet av 1866. Vatten från Nissan leddes i en kanal till ett turbindrivet slipverk. Sliperiet var dimensionerat för 600 ton massa om året, men vattentillgången var ojämn så produktionen var mycket lägre.
År 1897 köptes träsliperiet med  tillhörande byggnader, skogsmark och vattenrätt av ingenjören Erik Samuel Steffansson från Mackmyra för 75 000 kronor.
Steffansson ägde en sulfitfabrik i Mackmyra, som han byggt 1890, och ville nu bygga en liknande samt ett pappersbruk i Rydöbruk. Äganderätten till sliperiet överfördes till det nybildade bolaget, Rydö Bruks & Fabriks AB, med Steffansson som direktör. Han anlitade ingenjören Anders Olsson, som hade varit föreståndare för en sulfitfabrik i Gysinge, till att bygga den nya fabriken. Byggnationen började i februari 1897 och ett och ett och ett halvt år senare togs den nya fabriken med tre kokare i drift med Olsson som brukschef.
Pappersmassan transporterades över Nissan på linbana och lastades på järnvägsvagnar som transporterades på ett nyanlagt spår till Torup på järnvägen mellan Halmstad och Nässjö.
Ett par år senare utvidgades fabriken med ytterligare en kokare och en pappersmaskin och 1901 och 1904 med två yankeemaskiner.
År 1907 flyttade Olsson med familj till Hylte för att starta upp Hylte bruk. Sliperiet och pappersbruket lades ned år 1914 och mellan 1916 och 1918 stod sulfitfabriken stilla medan man byggde ett vattenkraftverk i Nissan.
År 1918 övertogs Rydö Bruk av Hylte bruk. Bruken råkade i ekonomiska svårigheter och Svenska Handelsbanken gick in som huvudägare. Under andra världskriget stod massaproduktionen still. Kraftverken i Hyltebruk och Rydöbruk byggdes ut och i juli 1944 övertogs Hylte bruk av Yngredfors Kraft AB. Några månader senare lades sulfitfabriken ned.